# Hymenalia rufipes
Hymenalia rufipes är en skalbaggsart som först beskrevs av Fabricius 1793.  Hymenalia rufipes ingår i släktet Hymenalia, och familjen svartbaggar. Arten är reproducerande i Sverige.